# Christianne Balmelli
Christianne Balmelli Fournier (Temuco, región de La Araucanía, 10 de octubre de 1978) es una modelo chilena y concursante de belleza que fue Miss Mundo Chile en 2001. Conocida por sus comerciales en Entel y por salir en varios programas de Chilevisión.

## Biografía
Hija de Jaime y Solange, tiene un hermano Pablo y una hermana Stephanie. Tiene ascendencia suiza, italiana y francesa.
Estudió en Brasil y regresó a Chile en 1987, terminando la enseñanza media en el colegio Compañía de María. Estudió publicidad en el DUOC.
En 1999 participa en el concurso de belleza Miss Avon logrando el primer lugar, donde la contratan para ser el rostro oficial de la marca. Luego participa en Miss Italia en Milán.
En el año 1998 es contratada por Canal 13 como modelo participa en varios programas. En 2000 participa en Miss Mundo Chile, logra el segundo lugar. El 2001 vuelve a participar y obtiene el primer lugar, y así participa como representante de Chile en el Miss Mundo en Sudáfrica. Llegó a estar entre las últimas catorce concursantes.
Fue rostro de cerveza Cristal y para los jugos Watt's, donde también hicieron un calendario con sus fotos en 2003. Sobre su trabajo en Cristal dijo: "Realizó varias actividades, pero la principal es la animación de fiestas. En ellas participan cantantes, se hacen concursos y regalamos elementos para alegrar el verano. Lo fundamental es que la gente lo pase bien, que disfrute sus vacaciones. El tour recorre varias ciudades".
En 2003 participó en el concurso Miss Internacional y participó en la organización "Misses por una causa".

## Posesión del título
| Predecesor: Isabel Bawlitza | Miss Mundo Chile 2001         | Sucesor: Daniela Sofía Casanova      |
| Predecesor: Paula Orchard   | Miss Internacional Chile 2003 | Sucesor: Francisca Valenzuela Rendic |